# Paz de Iperoig

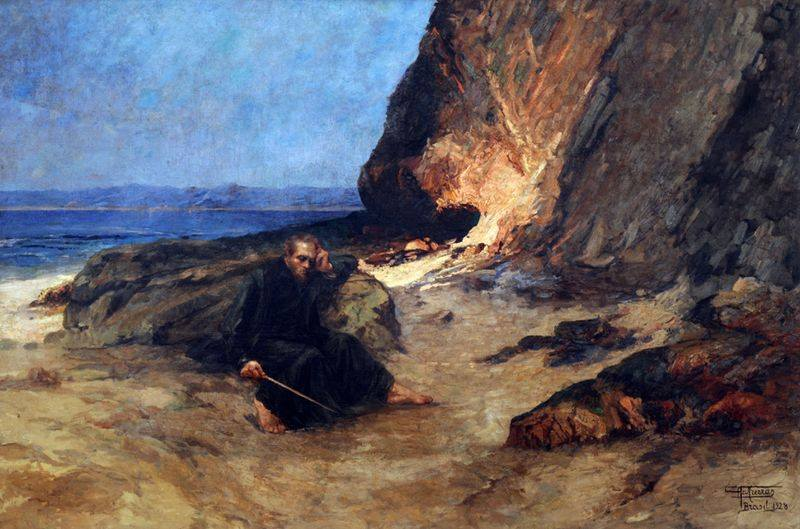
Pintura de Antônio Parreiras de 1928 retratando José de Anchieta escrevendo o Poema da Virgem nas areias de Ubatuba enquanto aguarda as negociações do armistício de Iperoig

A Paz de Iperoig ou Armísticio de Iperoig foi um tratado de paz efetuado entre os portugueses e os indígenas tamoios em 1563. 

## Etimologia
"Iperoig" é um termo derivado da língua tupi antiga: significa "rio dos tubarões", através da junção de iperó (tubarão) e 'y (rio). Era o nome da localidade onde Manuel da Nóbrega e José de Anchieta ficaram reféns dos tamoios em 1562-1563.

## Antecedentes
Após a queda do forte francês Coligny, na Baía de Guanabara, restaram poucos franceses que, aliados dos tamoios, combatiam os portugueses na região costeira da América. Com a precariedade de aliados, os tamoios decidiram formar uma grande aliança com outros nativos da Capitania de São Vicente, que ficou conhecida como Confederação dos Tamoios. Dela, participavam também algumas tribos tupinambás, tupiniquins, carajás, goitacazes e aimorés, que assaltavam rotas e vilas portuguesas, como a de Piratininga. Era uma tentativa de dar um fim à guerra estabelecida na metade do século XVI entre europeus e indígenas.

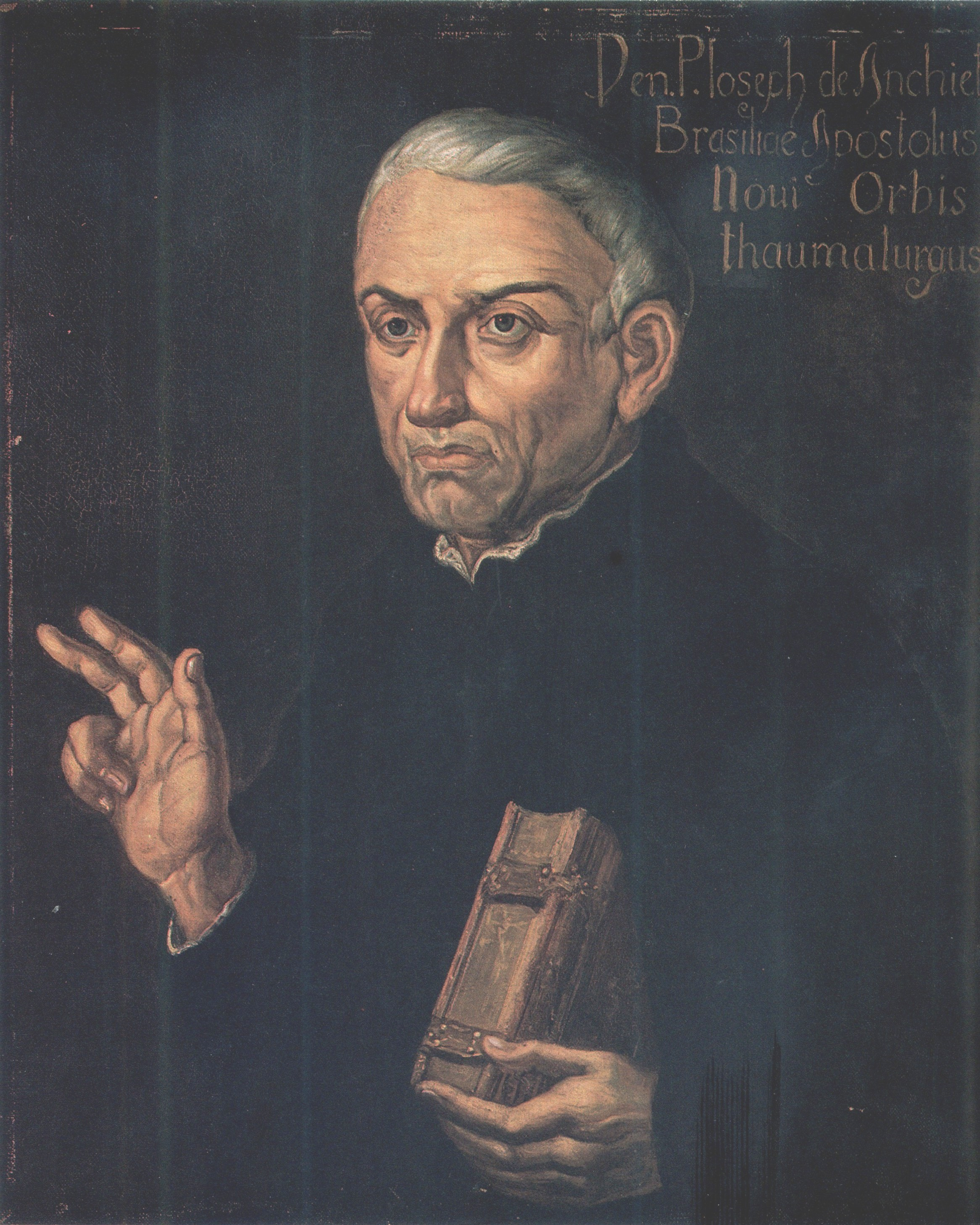
Retrato do padre José de Anchieta, no Museu do Ipiranga.

## O Tratado
Sem recursos para responder às investidas indígenas, os portugueses decidiram recorrer à diplomacia. Para tanto, as autoridades portuguesas enviaram os padres jesuítas Manuel da Nóbrega, como representante do governo de São Vicente, e José de Anchieta, como intérprete, para acertarem um tratado de paz com os tamoios fronteiriços. Partiram de São Vicente em 18 de abril de 1563, e alcançaram a região de Iperoig (atual Ubatuba) em 6 de maio. Reuniram-se com os principais líderes indígenas, como Cunhambebe (filho) e Pindobuçu. Nóbrega acompanhou Cunhambebe até São Vicente, onde o líder tamoio iria negociar com os portugueses e tupiniquins, enquanto Anchieta ficou em Iperoig como refém dos tamoios. Durante esse período como refém, Anchieta compôs, na areia da praia, seu célebre poema em latim em honra à Virgem Maria, o "Poema da Virgem".

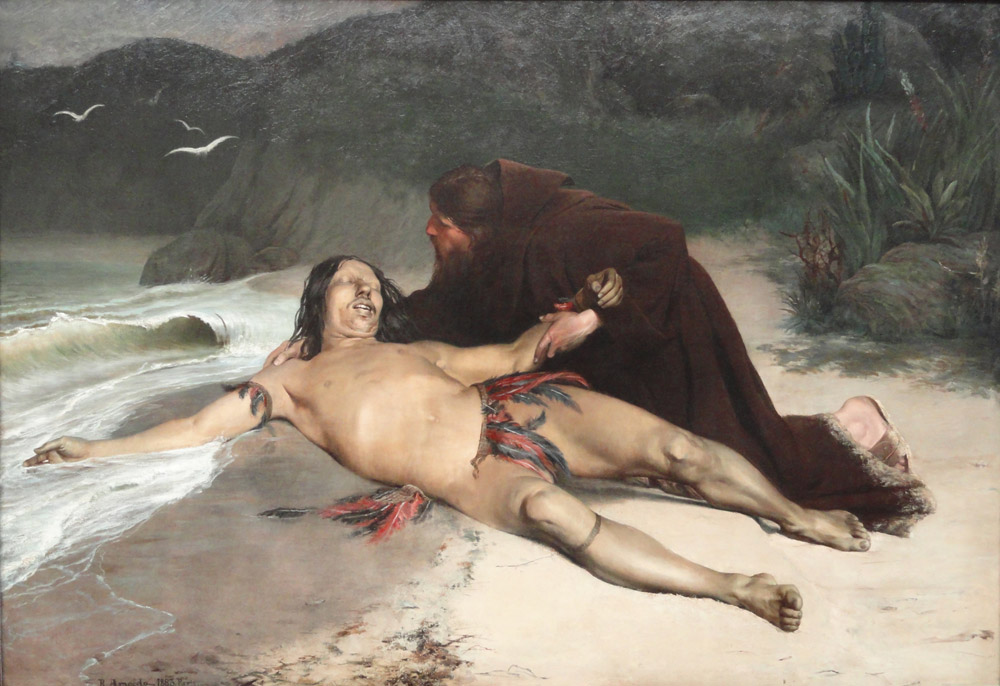
O Último Tamoio, de Rodolfo Amoedo (1883)

Após meses de negociações, o tratado foi celebrado em 1563. A paz durou pouco. Um dia chegou a Aimberé a notícia de novo ataque português à aldeia de Iperoig. Novamente a Confederação mostrou sua força e respondeu ao ataque, invadindo fazendas e engenhos em pequenos grupos organizados. O rei de Portugal mandou Estácio de Sá, sobrinho do governador geral Mem de Sá, para enfrentar os índios, com soldados e armas. A tropa ficou no Rio de Janeiro.[carece de fontes?]
Enfrentar os europeus armados tornou-se cada vez mais difícil. Aimberé chamou os franceses em busca de ajuda e alguns deles lutaram ao lado de Aimberé. O desequilíbrio de forças levou os portugueses à vitória e na aldeia de Uruçumirim os tamoios foram derrotados completamente, deixando a terra livre para a colonização portuguesa.